# Narożnik (Pojezierze Drawskie)
Narożnik – wzniesienie o wysokości 188,0 m n.p.m. na Pojezierzu Drawskim, położone w woj. zachodniopomorskim, w powiecie świdwińskim, w gminie Połczyn-Zdrój.
Teren Narożnika został objęty obszarem specjalnej ochrony ptaków "Ostoja Drawska", a także obszarem chronionego krajobrazu Pojezierze Drawskie.
Ok. 0,8 km na południe od wzniesienia leży wieś Gawroniec. Przy zachodniej części Narożnika przebiega droga wojewódzka nr 173.
Nazwę Narożnik wprowadzono urzędowo w 1950 roku, zastępując poprzednią niemiecką nazwę Spring Berg.